# Camilla Nylund

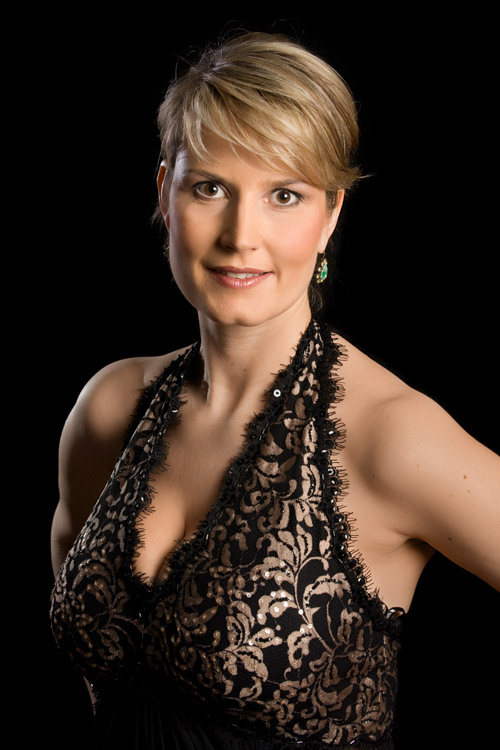
Camilla Nylund (2008)

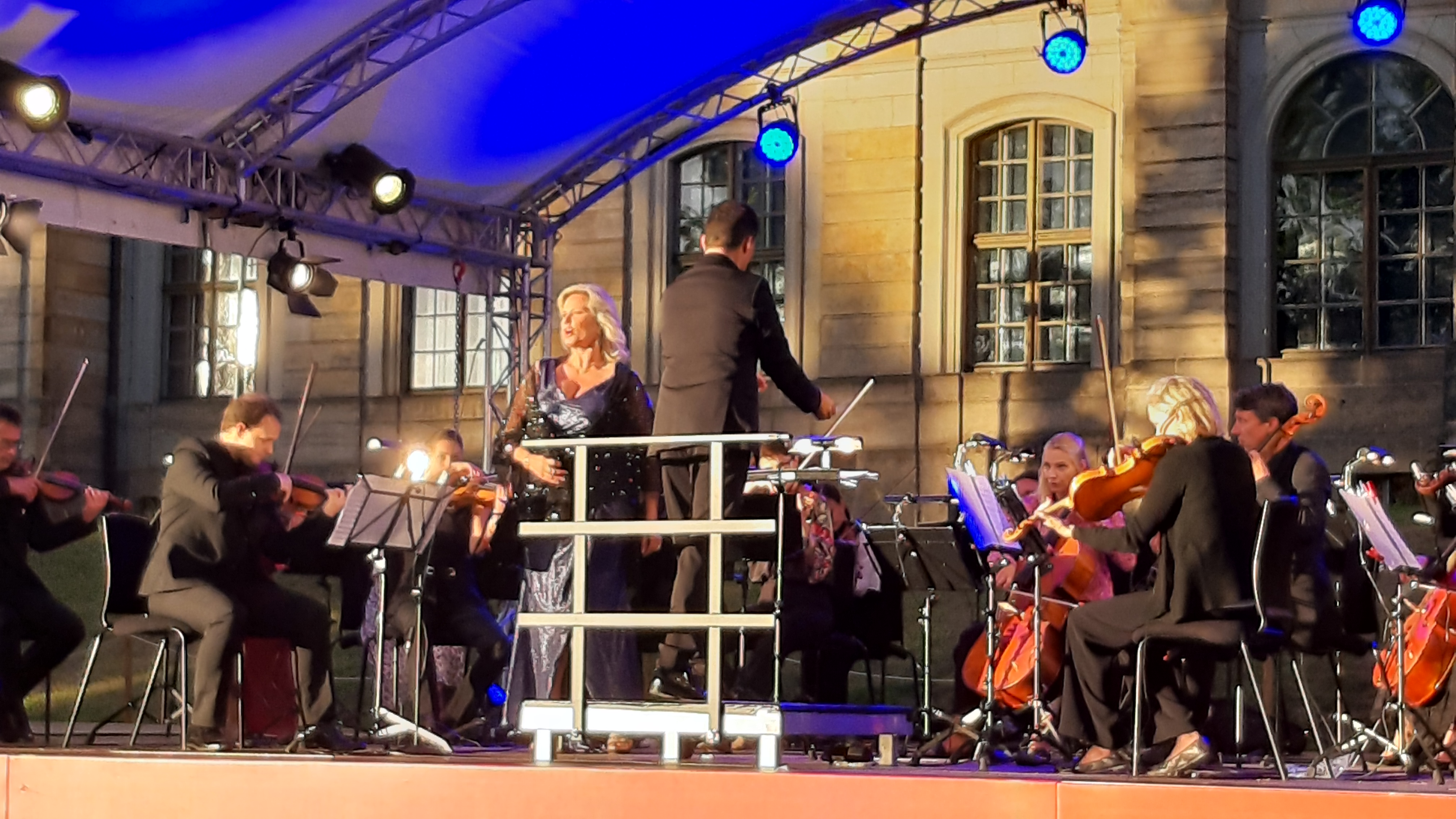
Camilla Nylund und das Ensemble Mediterrain beim Palais-Sommer 2020

Camilla Nylund (* 11. Juni 1968 in Vaasa) ist eine finnische Opernsängerin (Sopran). Ihre Spezialisierung auf das Genre Dramatischer Sopran erklärt den Schwerpunkt auf ihre Rollen in Werken von Richard Wagner, Ludwig van Beethoven, Giuseppe Verdi oder Richard Strauss. Seit 1999 ist sie mit Anton Saris verheiratet, einem niederländischen Tenor. Mit ihm und den beiden gemeinsamen Töchtern lebt sie im Dresdener Stadtteil Weißer Hirsch.

## Leben
Camilla Nylund studierte zunächst Musikwissenschaft in Turku und Gesang am dortigen Konservatorium, bis sie an dem Salzburger Mozarteum angenommen wurde. Von 1995 bis 1999 arbeitete sie an der Niedersächsischen Staatsoper Hannover, anschließend bekam sie ein Engagement im Ensemble der Semperoper in Dresden, wo sie bis 2002 tätig war. Ihre dortige Ehrung mit dem Christel-Goltz-Preis verdankte Nylund unter anderem ihren Auftritten als die Marie in Die verkaufte Braut, als Agathe im Freischütz oder auch als die Fiordiligi in Così fan tutte.
Bei Irmgard Boas (Dresden) erhält sie seit 2003 zusätzliche Perfektion in ihrem Spezialfach lyrisch-dramatischer Sopran. Nylunds internationaler Durchbruch erfolgte in der Spielzeit 2004/05 mit drei Rollendebüts: als Elisabeth in Wagners Tannhäuser, sowie in den Titelpartien von Wilde/Strauss' Salome an der Oper Köln und von Beethovens Fidelio am Opernhaus Zürich. Alle drei Rollen zählen nach wie vor zum Kernbereich ihres Repertoires. Zu den Höhepunkten in ihrer Karriere gehört auch die große Premiere in der Dresdener Frauenkirche (unmittelbar nach der Weihe der restaurierten Kirche im November 2005 wurde diese auch in ihrer Funktion als neue „Musikhalle“ akustisch getestet). Es wurde Beethovens Missa solemnis aufgeführt. Unter der Leitung von Fabio Luisi und großem Beifall des Publikums sangen Christian Elsner (Tenor), Camilla Nylund (Sopran), René Pape (Bass) und Birgit Remmert (Alt) in der 80-minütigen Messe.
Camilla Nylund trat seitdem in einer Vielzahl renommierter internationaler Opernhäuser auf, außer in zwölf europäischen Staaten auch am New National Theatre Tokyo in Japan und mehrmals in den USA. Spätestens seit ihrem ersten Debüt als die Nixe Rusalka in Antonín Dvořáks gleichnamiger romantischer Oper zieht sich auch diese Titelrolle durch ihre weitere Karriere: Salzburger Festspiele (2008), Royal Opera House (London 2011), Liceu (Barcelona 2012) und das Grand Théâtre de Genève (2013). Hier zeigt sich die Vielseitigkeit ihrer Fähigkeiten auch in schwierigen Situationen, die moderne Bühnenfassungen von den Interpreten oft abfordern. So musste sie das Lied An den Mond in der Fassung von Jossi Wieler und Sergio Morabito einer überdimensionalen Katze vorsingen, in liegender Haltung und mit einem geschlossenen Meerjungfrauen-Unterteil bekleidet. Bei den Bayreuther Festspielen verkörperte sie ab 2011 die Elisabeth in Richard Wagners Tannhäuser.
Im Jahr 2014 hatte Nylund 21 Auftritte, darunter die Rolle der Primadonna in Ariadne auf Naxos (Oper Frankfurt), als Salome in der Staatsoper Berlin, als die Fürstin Werdenberg in Der Rosenkavalier (Grand théâtre de la ville de Luxembourg) sowie als Sopranistin in der 9. Sinfonie (Beethoven) in der Hollywood Bowl (Los Angeles). Im Jahr 2015 waren es 18 Engagements in 8 europäischen Ländern. Im Januar 2017 debütierte Nylund im Rahmen des dreiwöchigen Opening Festivals der Hamburger Elbphilharmonie als Sopranistin in Beethovens Missa solemnis zusammen mit Sarah Connolly (Mezzosopran), Klaus Florian Vogt (Tenor), Luca Pisaroni (Bassbariton) und den Hamburger Symphonikern unter der Leitung des Dirigenten Jeffrey Tate.
Im Juni 2019 wurde ihr der Titel Österreichische Kammersängerin an der Wiener Staatsoper verliehen.
Ihr Debüt an der Metropolitan Opera, New York gab sie im Dezember 2019 als Fürstin Werdenberg im Rosenkavalier, diese Rolle sang sie im Februar 2020 an der Staatsoper Berlin unter Zubin Mehta in der Regie von André Heller. In Zusammenarbeit zwischen Nylund und Heller entstanden außerdem Projekte wie Andrè Hellers Hauskonzerte (2020) und The Great American Songbook (2021). Beide wurden durch den ORF produziert und ausgestrahlt.
2021 gab Nylund außerdem ihr Debüt als Tosca an der Finnischen Nationaloper.
Neben der Rolle Einer Frau in Schönbergs Erwartung an der Oper Frankfurt im Januar 2022 kommen nun Wagners Isolde (Tristan und Isolde) und 2023 Brünnhilde (Der Ring des Nibelungen) mit Debüts am Opernhaus Zürich zu ihrem Repertoire hinzu.

## Diskografie (Auswahl)
- 1999: Max Bruch: Odysseus, Oratorium Op. 41 (mit Jeffrey Kneebone (Bariton), Nancy Maultsby (Mezzosopran), Leon Botstein (Dirigent) und der NDR Radiophilharmonie, Doppel-CD)
- 2003: Armas Järnefelt: Lieder (mit Jorma Hynninen (Bariton) und Ilkka Paananen (Klavier), Audio-CD)
- 2004: Ludwig van Beethoven: Fidelio (mit Jonas Kaufmann und Nikolaus Harnoncourt (Dirigent), DVD)
- 2007: Lieder von Jean Sibelius, Claude Debussy, Benjamin Britten, Toivo Kuula (mit Marita Viitasalo (Piano), Audio-CD)
- 2011: Transfiguration (Arien von Richard Wagner und Richard Strauss, Audio-CD)
- 2013: Vogt/Wagner: (Klaus Florian Vogt (Tenor) und Camilla Nylund singen Passagen aus div. Wagneropern, mit Jonathan Nott (Dirigent) und den Bamberger Symphonikern, Audio-CD)
- 2015: Richard Strauss: C Major (Galakonzert anlässlich des 150. Geburtstages, zusammen mit Christine Goerke, Anja Harteros und der Staatskapelle Dresden unter Christian Thielemann (Dirigent), Blu-ray Disc)
- 2017: Richard Strauss: Der Rosenkavalier, Live-Aufnahme aus De Nederlandse Opera von September 2015 (Super Audio CD erschienen bei Challenge Classics). Camilla Nylund als Marschallin, Hanna-Elisabeth Müller als Sophie, Paula Murrihy als Oktavian, Peter Rose als Baron Ochs von Lerchenau. Netherlands Philharmonic Orchestra unter Marc Albrecht.

## Auszeichnungen
- 1995: Lilli-Lehmann-Medaille des Mozarteums[16]
- 2000: Christel-Goltz-Preis
- 2008 erhielt sie den Titel Kammersängerin vom Freistaat Sachsen.
- 2013: Stora kulturpriset[6] (finnlandschwedischer Kulturpreis)
- 2013 wurde ihr die Medaille Pro Finlandia vom finnischen Ministerpräsidenten Jyrki Katainen verliehen.
- 2017: Beniamino Gigli-Preis
- 2019: Österreichische Kammersängerin[12]
- 2022: Europäischer Kulturpreis[17][18]
- 2022: Lotte-Lehmann-Gedächtnisring[19]
- 2023: Österreichischer Musiktheaterpreis 2023 – Medien-Sonderpreis[20]